# Shrewsbury Castle

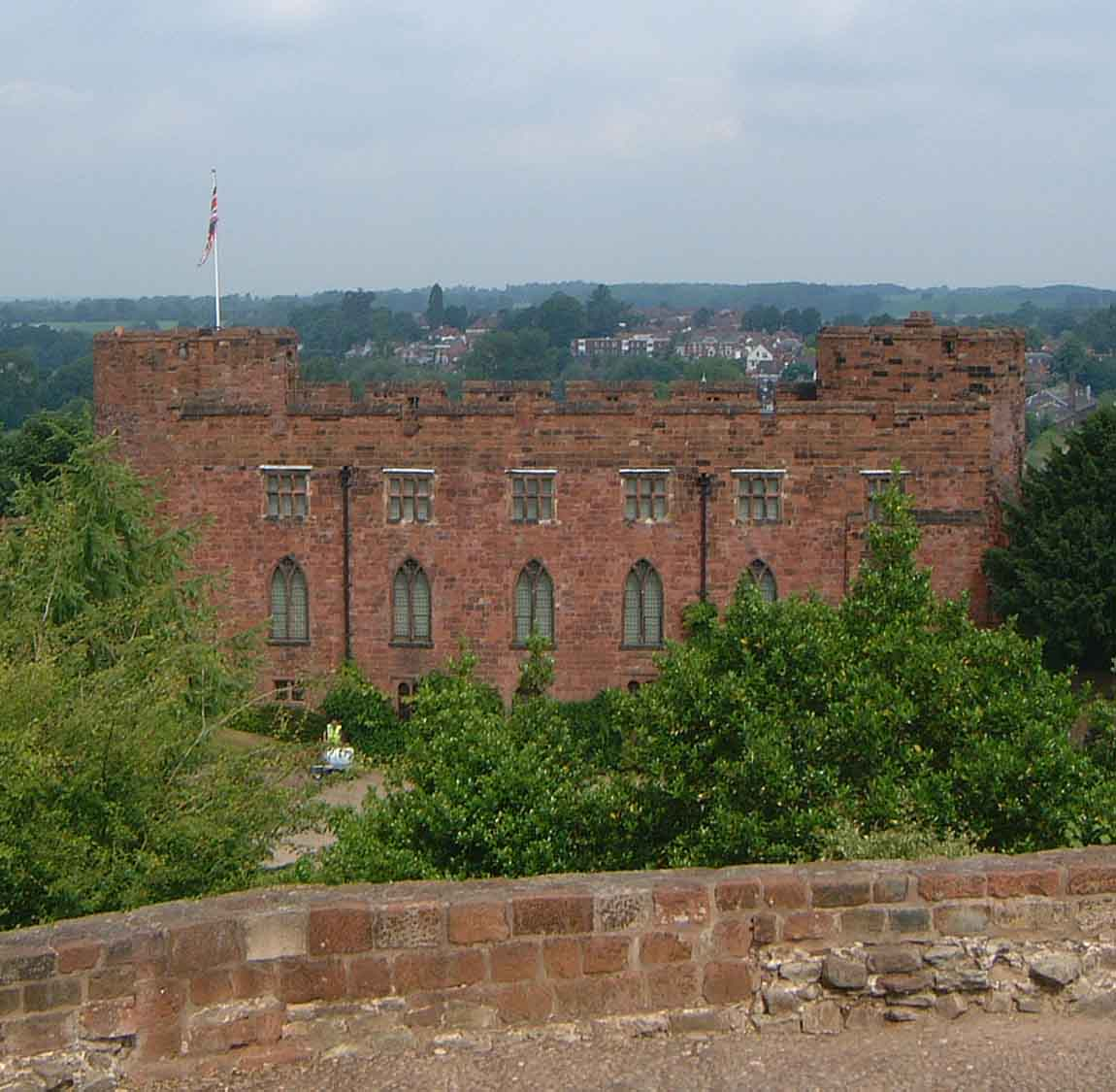
Shrewsbury Castle

Shrewsbury Castle ist ein aus rotem Sandstein erbautes Schloss in der englischen Stadt Shrewsbury. Es wurde kurz nach der Invasion der Normannen im Jahr 1070 errichtet, im Auftrag von Roger de Montgomery. Das heutige Erscheinungsbild erhielt es jedoch im 13. Jahrhundert. Während der Rebellion von Richard Marshal gegen König Heinrich III. wurde die Burg im Januar 1234 vergeblich von Marshal und dem walisischen Fürsten Llywelyn ab Iorwerth belagert, bis Marshal die Belagerung abbrach und die Kämpfe in Irland fortsetzte, wo er im April 1234 starb.
Das Schloss befindet sich auf einem Hügel über der Altstadt, in einer Schlaufe des Flusses Severn. Es wurde als Befestigungsanlage für die Stadt errichtet, um die nicht durch den Fluss begrenzte Flanke zu schützen. Die einstigen Stadtmauern gingen vom Schloss aus und umspannten die Stadt.
Besitzerin des Schlosses ist heute die Unitary Authority Shropshire. Darin befindet sich das Museum des Shropshire-Regiments.